# 鍾傅
钟傅（?—?），字弱翁，饶州乐平（今江西乐平）人。
早年为兰州推官。绍圣年間破西夏有功，进集贤殿修撰，崇寧年間擢拔為显谟阁待制，進龙图阁直学士。生平喜歡贬剥榜额，將字畫除去，再重新寫過一遍，但書法實在不佳，人皆苦之。後世流傳一《答钟弱翁》詩：“草铺横野六七里，笛弄晚风三四声。归来饱饭黄昏后，不脱蓑衣卧月明。”

## 传记资料
- 《宋史》卷348 列传第一百七